# Onthophagus forsteni
Onthophagus forsteni är en skalbaggsart som beskrevs av Lansberge 1885. Onthophagus forsteni ingår i släktet Onthophagus och familjen bladhorningar. Inga underarter finns listade i Catalogue of Life.